# Mitchell (Ausztráliai fővárosi terület)

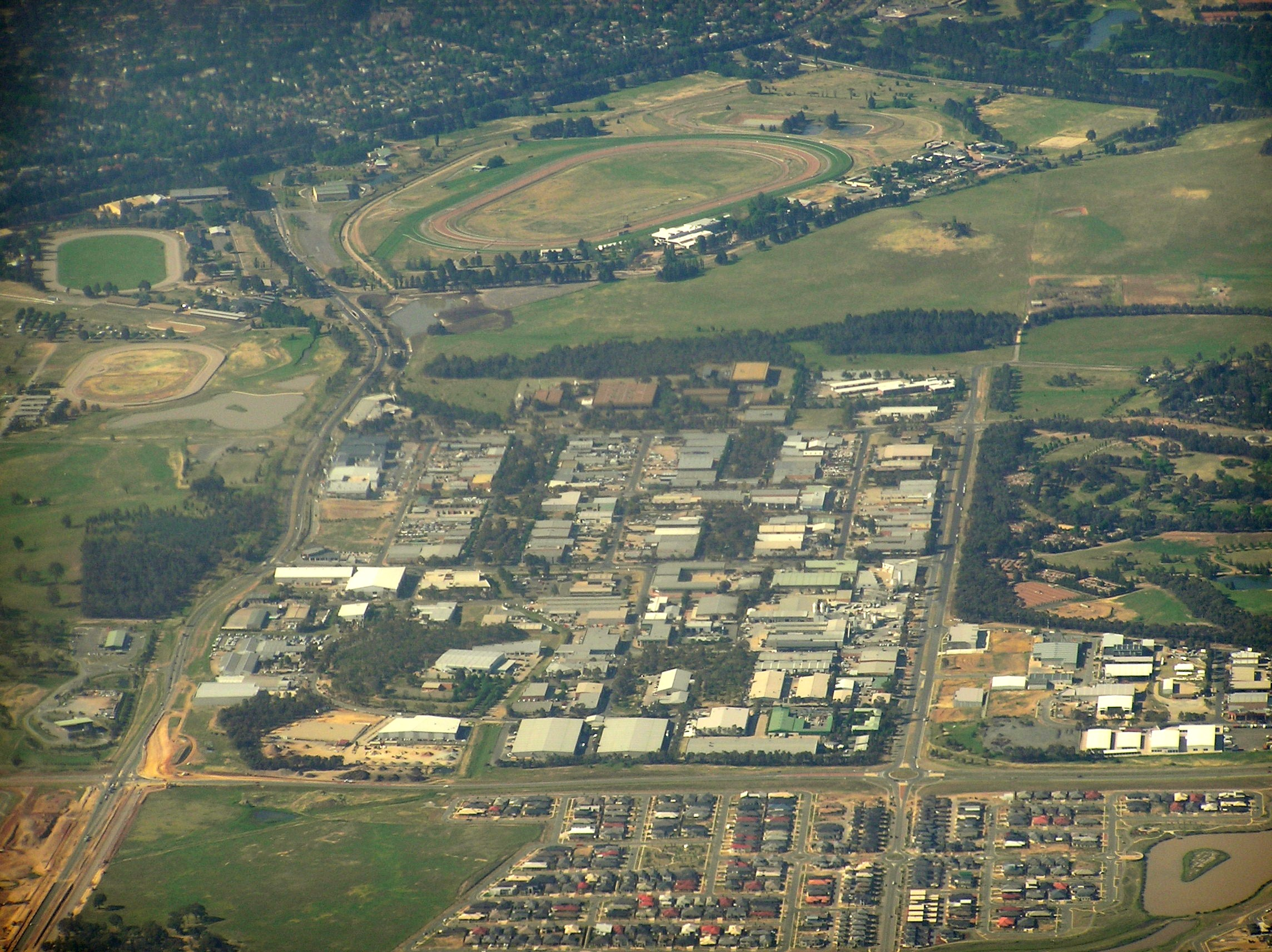
Mitchell madártávlatból, észak felől

Mitchell a főváros, Canberra egyik elővárosa Gungahlin kerületben. A város Sir Thomas Livingstone Mitchell-ről kapta nevét, aki ausztrál felfedező volt.
Mitchell utcáit ausztrál iparosokról nevezték el.
A legközelebbi külvárosok Mitchellhez: Kaleen, Kenny,  Harrison, Franklin.
Annak ellenére, hogy nincsenek a területen családi házak, mégis a 2006-os népszámlálás során négy fő helyi lakost számoltak itt össze.
Mitchell az egyike azon két olyan területnek a főváros környezetében, ahol bordélyházak legálisan működhetnek. (A másik ilyen hely Fyshwick.) A városban több felnőtt szórakozást kiszolgáló üzlet és egy sztriptízbár is működik.

## Földrajza
A területen főleg a Canberra-képződmény mészköves kősziklái találhatóak, amelyek a szilur földtörténeti időszakból származnak.

## Fordítás
Ez a szócikk részben vagy egészben  a   Mitchell, Australian Capital Territory című angol Wikipédia-szócikk ezen változatának fordításán alapul.  Az eredeti cikk szerkesztőit annak laptörténete sorolja fel. Ez a jelzés csupán a megfogalmazás eredetét és a szerzői jogokat jelzi, nem szolgál a cikkben szereplő információk forrásmegjelöléseként.